# Too Much Pressure
Too Much Pressure – pierwszy album brytyjskiego zespołu The Selecter. Nagrany został w Horizon Studios Coventry od grudnia 1979 do stycznia 1980 roku dla wytwórni 2 Tone Recods. Na rynku ukazał się 23 lutego 1980 roku. Producentami płyty byli Errol Ross i sam zespół (oprócz On My Radio - Roger Lomas). Album zajął 5 miejsce na brytyjskiej liście przebojów.
Album ten jest jedną z klasycznych pozycji drugiel fali ska (zwanej też "erą 2 Tone"). 
Ukazał się w wielu krajach:
- w Niemczech - nakładem wytwórni Ariola
- w krajach Beneluxu - nakładem wytwórni Ariola Benelux
- we Francji - nakładem wytwórni Chrysalis
- w Grecji - nakładem wytwórni Chrysalis, Polygram
- w Jugosławii - nakładem wytwórni RTV Ljubljana
- w USA - nakładem wytwórni Chrysalis
- w Kanadzie - nakładem wytwórni Chrysalis
- w Szwecji - nakładem wytwórni Chrysalis, Two-Tone Records

Wszystkie edycje w wersji winylowej z 1980 roku.
W wersji CD wydanej przez Captain Oi Records w 2001 roku dodano jako bonus trzy utwory umieszczone wcześniej tylko na singlach.

## Lista utworów

### Wersja winylowa z 1980 roku
Strona A
1. „Three Minute Hero” (N.Davies) – 3:00
2. „Time Hard” (Agard/Robinson/Crooks) – 3:10
3. „They Make Me Mad” (L. Brown/P. Black) – 2:47
4. „Missing Words” (N.Davies) – 3:22
5. „Danger” (The Selecter) – 2:38
6. „Street Feeling” (N.Davies) – 3:11
7. „My Collie (Not A Dog)”  (J. Roberts/R. Spencer) – 2:45

Strona B
1. „Too Much Pressure” (N.Davies) – 3:48
2. „Murder” (Leon & Owen) – 2:39
3. „Out On The Streets” (N.Davies) – 3:28
4. „Carry Go Bring Come” (J. Hinds) – 3:02
5. „Black And Blue” (P. Black) – 3:17
6. „James Bond” (M. Norman) – 2:16

### Wersja CD Captain OI Records  z 2001 roku
1. „Three Minute Hero” (N.Davies) – 3:00
2. „Time Hard” (Agard/Robinson/Crooks)	– 3:10
3. „They Make Me Mad” (L. Brown/P. Black) – 2:47
4. „Missing Words” (N.Davies) – 3:22
5. „Danger” (The Selecter) – 2:38
6. „Street Feeling” (N.Davies) – 3:11
7. „My Collie (Not A Dog)” (J. Roberts/R. Spencer) – 2:45
8. „Too Much Pressure” (N.Davies) – 3:48
9. „Murder” (Leon & Owen) – 2:39
10. „Out On The Streets” (N.Davies) – 3:28
11. „Carry Go Bring Come” (J. Hinds) – 3:02
12. „Black And Blue” (P. Black) – 3:17
13. „James Bond” (M. Norman) – 2:16
14. „The Selecter” (Bradbury/N. Davies)  – 2:57
15. „On My Radio” (N.Davies) – 3:16
16. „Too Much Pressure” (single version) (N.Davies) – 2:47

Czas nagrania: 49 minut i 34 sekundy

## Single z albumu
- "On My Radio" (Wrzesień 1979) UK # 8
- "Three Minute Hero" (Luty 1980) UK # 16

## Muzycy
- Pauline Black - wokal
- Arthur 'Gaps' Hendrickson - wokal
- Charley Anderson - bas
- Charley 'H' Bembridge - perkusja
- Compton Amanor - gitara
- Neol Davies - gitara
- Desmond Brown - klawisze
- Joe Reynolds  - saksofon (1)
- Hillfields Boys - chórki (7)
- Rico Rodriguez - puzon (11, 12)
- Dick Cuthell - trąbka (11)